# Fissidens waldheimii
Fissidens waldheimii är en bladmossart som beskrevs av Alexander Aleksander Alexandrovich Elenkin 1907. Fissidens waldheimii ingår i släktet fickmossor, och familjen Fissidentaceae. Inga underarter finns listade i Catalogue of Life.